# Boston Music Hall

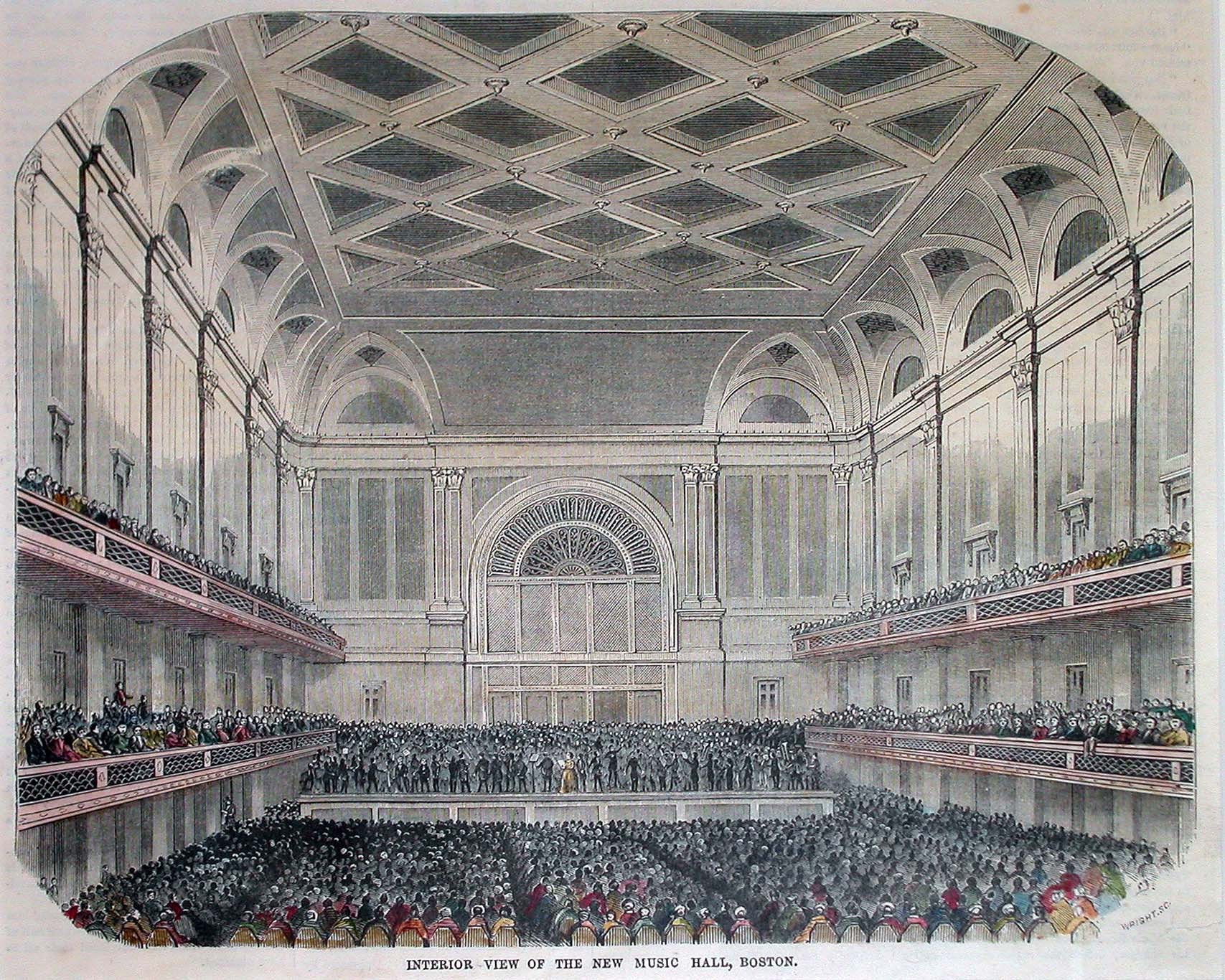
Boston Music Hall

Boston Music Hall in Boston war eines der ersten Konzerthäuser der Vereinigten Staaten.
Das Bauwerk wurde 1852 errichtet und im November dieses Jahres eingeweiht. Es bot Platz für 2500 Zuhörer. Ermöglicht wurde der Bau durch eine Spende von 100.000 Dollar der Harvard Musical Association. 
1863 wurde die bei Eberhard Friedrich Walcker in Ludwigsburg gebaute Orgel eingebaut; ab 1881 war die Boston Music Hall die Heimstatt des Boston Symphony Orchestra.

## Orgel

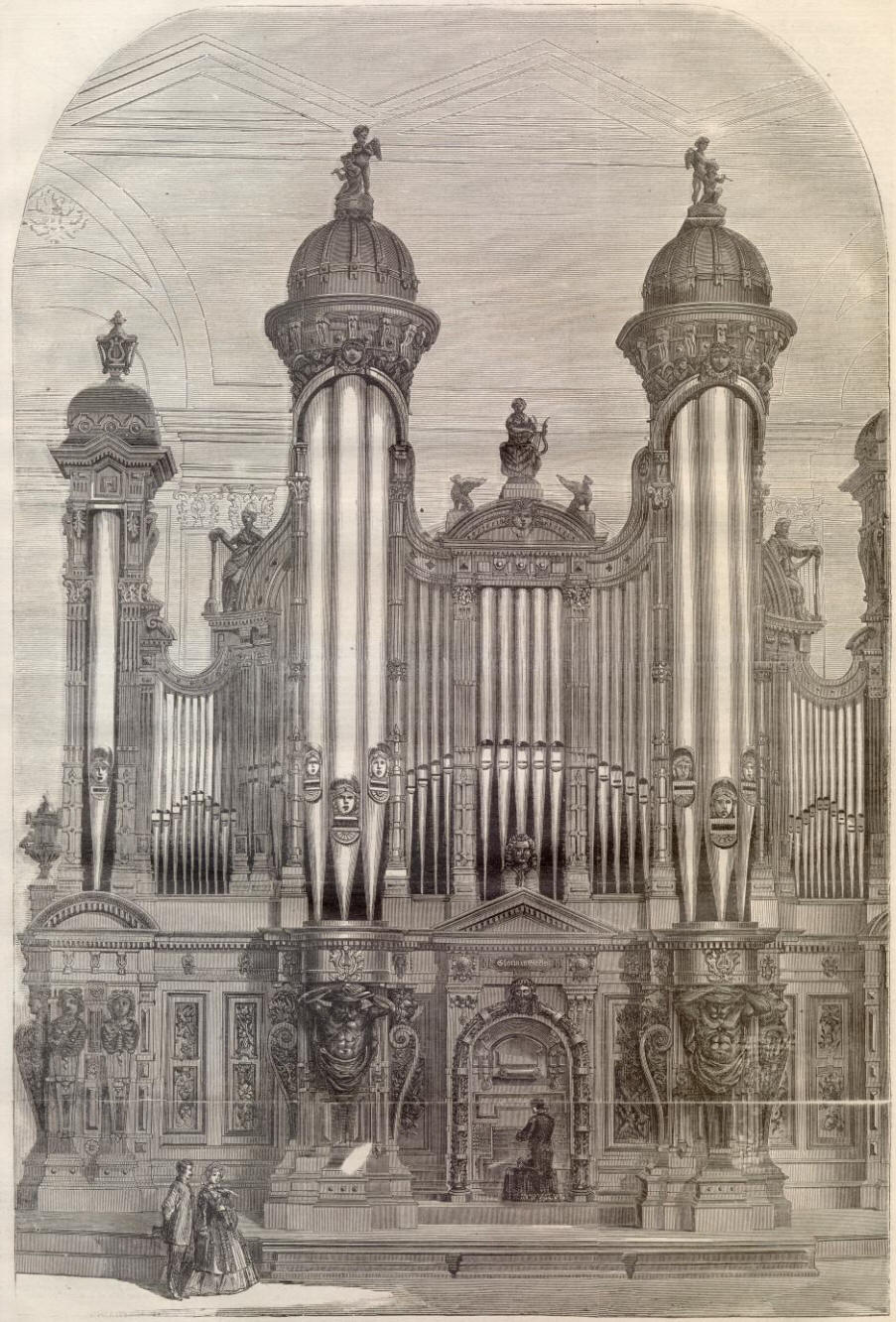
Orgel

Harper’s Weekly berichtete am 12. Dezember 1863, dass J. Baxter Upham zwei Reisen nach Europa unternommen hatte, um die richtige Firma für den Bau dieser Orgel, die am 2. November 1863 zum ersten Mal in Boston zu hören war, zu finden. Walckers Orgel hatte an die 6000 Pfeifen, von denen die längsten etwa 32 Fuß maßen und, wie Harper’s Weekly anschaulich beschrieb, dick genug waren, dass ein ausgewachsener Mensch hindurchkriechen konnte. 89 Register, vier Manuale und zwei Pedale gehörten zu der Orgel, den nötigen Wind stellte man mit Wasserkraft her. Der Autor des Artikels rechnete sie zu den drei bis vier mächtigsten Instrumenten, die je gebaut wurden.
Den Prospekt aus dunklem Walnussholz verglich er mit einem Tempel. Im Zentrum befindet sich in einer Nische der Platz für den Organisten. Darüber symbolisiert die Maske einer singenden Frau die Stimme der Orgel und eine Büste von Johann Sebastian Bach repräsentiert die Komponisten. Gekrönt wird der Aufbau von einer Statue der heiligen Cäcilie, der Schutzherrin der Musik, die eine Lyra in den Armen hält. Sie wird beiderseits von Greifen flankiert. Auf jeder Seite der Orgel befindet sich ein Turm, der jeweils drei riesige Pfeifen enthält. Diese beiden weit vorspringenden Türme werden von Halbkaryatiden im Stil antiker Hermen getragen, neben denen sich Löwenhermen befinden. Oben sind die beiden Pfeifentürme jeweils von Cherubsfiguren flankiert. Weiterer Schmuck der Orgel besteht aus geschnitzten Abbildungen von Musikinstrumenten. Der Autor der Beschreibung in Harper’s Weekly fühlte sich an Madame de Staëls Definition von Architektur als „gefrorene Musik“ erinnert.
Dieser beeindruckende Orgelprospekt war in Amerika angefertigt worden: Obwohl die Firma Herter Brothers damals als solche noch nicht existierte, schrieb der Autor des Berichts das Design dieses Orgelprospekts nicht Gustave Herter allein, sondern auch seinem Bruder Christian Herter zu.
1884 wurde die Orgel aus der Boston Music Hall entfernt, um mehr Platz für das Boston Symphony Orchestra zu schaffen. Sie wurde später in der Serlo Organ Hall in Methuen wieder aufgestellt. Dieses Bauwerk war extra für die große Konzertorgel errichtet worden und trägt heute den Namen Methuen Memorial Music Hall. Dort wird die Orgel noch genutzt.

## Umgestaltung und Umbenennungen
Im Jahr 1900 wurde die Boston Music Hall durch ihren damaligen Besitzer William Morris zu einem Vaudevilletheater umgestaltet; Gründe dafür waren der Ausbau des Straßen- und U-Bahn-Netzes. Das Boston Symphony Orchestra zog damals in die Symphony Hall um und die Music Hall wurde unter wechselnden Namen wie Empire Theatre (1904), Orpheum Theatre (1906), American Music Hall (1909/10) und erneut Orpheum weitergenutzt.
Um diese Zeit ging das Haus in den Besitz von Marcus Loew über, der Loews Cineplex Entertainment betrieb, hieß nun Loews Orpheum und wurde 1915 nach Plänen von Thomas W. Lamb grundlegend umgestaltet. Das Haus wurde unter anderem erweitert und erhielt eine neue Dachkonstruktion. Loew nutzte das Gebäude sowohl als Vaudevilletheater als auch als Kino, ab den 1930er Jahren nur noch als Kino. 1972 stieß Loew das Gebäude ab. Es wurde als Aquarius wiedereröffnet, erhielt aber schon 1974 den Namen Orpheum zurück. Von 1975 bis 1979 bildete es die Heimat der Opera Company of Boston, die dann in das Boston Opera House umzog. Die einstige Heimat des Boston Symphony Orchestra wurde für Konzerte aller Art genutzt; Auftritte hatten hier Bruce Springsteen, Counting Crows, Grateful Dead, Kiss, Pink Floyd, Prince, Scissor Sisters, Trey Anastasio, U2 und Warren Zevon.
Im Jahr 2009 wurde das Haus verkauft und zwecks Renovierung vorläufig geschlossen.
Das Theater befindet sich derzeit im Besitz der Drucker Real Estate Company. Der Vertrag zum Betrieb des Orpheum wurde 2009 vom Bostoner Konzertveranstalter Don Law vom Unterhaltungsunternehmen Live Nation übernommen. Don Law kündigte eine umfassende Renovierung des Theaters an, nach der es Ende 2009 wiedereröffnet wurde.
Der heutige Eingang des Theaters ist der alte Gasseneingang, der den ursprünglichen Eingang in der Washington Street ersetzt, der wiederum in Geschäftsräume umgewandelt wurde.